# Gigolo
Als Gigolo bezeichnet man einen Eintänzer, einen männlichen Escort-Service (Gentleman Host, siehe auch männliche Prostitution) oder einen Mann, der eine in der Regel sexuell geprägte längerfristige Beziehung mit einer deutlich älteren Frau hat und von dieser finanziell unterstützt wird. Der Begriff entstand möglicherweise Anfang des 20. Jahrhunderts als Rückbildung aus dem Französischen gigolette für eine junge Frau, die als Tänzerin angemietet wird (abgeleitet von Gigue, einem Tanz). Nach anderer Ansicht ist der Begriff eine Italianisierung aus dem Wienerischen Begriff Gigerl. Auch im Englischen ist der Begriff seit den 1920er Jahren als Lehnwort nachgewiesen.
In der Musikgeschichte ist der Begriff durch den Schlager Schöner Gigolo, armer Gigolo (Text: Julius Brammer, Musik: Leonello Casucci, 1929) bekannt.
In einer abgewandelten Bedeutung bezeichnet man als Gigolo einen Verführer; dafür gibt es zahlreiche bedeutungsverwandte Begriffe (in alphabetischer Reihenfolge):
- Casanova (seit den 1950er Jahren)
- Charmeur
- Don Juan
- Frauenheld
- Frauenschmeichler
- Herzensdieb, Herzensbrecher
- Lebemann, Playboy (seit ca. 1965)
- Schürzenjäger (seit ca. 1900)
- Schwerenöter (seit ca. 1850)
- Weiberheld
- Womanizer

## Sonstiges
Gigolette ist die weibliche Form von Gigolo.